# Elwin Schlebrowski
Elwin Schlebrowski (* 31. August 1925 in Klein-Kamionken, Ostpreußen; † 8. Februar 2000) war ein deutscher Fußball-Mittelfeldspieler. Der als Außenläufer und Halbstürmer im damaligen WM-System aktive Spieler gewann mit Borussia Dortmund 1956 und 1957 die deutsche Fußballmeisterschaft. Für die Schwarz-Gelben absolvierte er von 1951 bis 1960 in der erstklassigen Fußball-Oberliga West 183 Ligaspiele und erzielte 15 Tore.

## Laufbahn

### Vereine, bis 1960
Der mit seinen Eltern bereits im Säuglingsalter ins Ruhrgebiet gekommene Schlebrowski wuchs ab 1936 fußballerisch in der Jugendabteilung von Preußen Wanne auf. Zum 20. April 1943 trat er der NSDAP bei (Mitgliedsnummer 9.488.176). Nach dem Ende des Zweiten Weltkriegs setzte er seine Karriere im Seniorenbereich in der Emscherstadt fort. Als der damalig noch im Angriff agierende Spieler in der Saison 1950/51 mit den Sportfreunden in der 2. Liga West in 30 Rundenspielen 21 Tore beim Tabellensechzehnten erzielte, wurde er von Borussia Dortmund zur Saison 1951/52 für die Oberliga West verpflichtet. Als weiterer Neuzugang unterschrieb der von Castrop kommende Alfred Niepieklo einen Vertrag bei den Westfalen.
Der „Kämpfer und Dauerläufer“ debütierte am ersten Rundenspieltag, den 19. August 1951, bei einem 2:2-Heimremis gegen Rot-Weiss Essen in der Oberliga West. Im Angriff war die Elf von Trainer Hans Schmidt in der Besetzung mit Herbert Sandmann, Josef Linneweber, Niepieklo, Schlebrowski und Hans Flügel dabei vor 35.000 Zuschauern im Stadion Rote Erde aufgelaufen. Am Rundenende belegte der BVB den vierten Rang und der Neuzugang aus Wanne hatte in 22 Ligaeinsätzen zehn Tore erzielt. In seiner zweiten Dortmunder Saison, 1952/53, feierte „Schlebro“ zwar die Meisterschaft in der Oberliga West, zog sich aber Ende Januar 1953 eine Meniskusverletzung zu, die ihn zu einer monatelangen Pause zwang und auch verhinderte, dass er an den Endrundenspielen um die deutsche Meisterschaft 1953 teilnehmen konnte. Erst am 20. September 1953, am sechsten Spieltag der Saison 1953/54, konnte er sein Oberliga-Comeback feiern.
Nach den Plätzen fünf (1953/54) und vier (1954/55) folgten zwei triumphale Jahre unter dem neuen Trainer Helmut Schneider. Nach den Meisterschaften in der Oberliga West setzte sich die reife Dortmunder Elf – nicht nur Schlebrowski hatte die 30 überschritten – auch in den jeweiligen Endrunden der Jahre 1956 und 1957 durch. Die Standardläuferreihe lief in der Besetzung mit Schlebrowski, Max Michallek und Helmut Bracht auf. Die defensive Klasse des Dortmunder Meisters musste einmal der Karlsruher SC im Finale 1956 mit dem torgefährlichen Angriff mit Oswald Traub, Kurt Sommerlatt, Heinz Beck, Ernst Kunkel und Bernhard Termath wie auch im Jahr 1957 der Hamburger SV mit deren Angreifern Walter Schemel, Uwe Reuter, Uwe Seeler, Gerhard Krug und Franz Klepacz erfahren. In den Endrunden um die deutsche Meisterschaft 1956 und 1957 hat der Mann aus Wanne mit Dortmund elf Spiele absolviert.
In den Runden 1956/57 und 1957/58 kamen die internationalen Wettbewerbsspiele im jungen Europacup der Meister hinzu. Herausragend waren die Auseinandersetzungen im Oktober/November 1956 mit dem englischen Meister Manchester United und im Februar/März 1958 mit dem italienischen Meister AC Mailand. Gegen das Team von Matt Busby geriet der BVB im Hinspiel in der ersten Spielhälfte in Manchester schnell mit 0:3 gegen die „Busby Babes“ in Rückstand, aber Helmut Kapitulski und Alfred Preißler verkürzten in der zweiten Halbzeit auf 2:3. Das 0:0 im Rückspiel wird für „ManU“ mit deren Kapitän Roger Byrne und den Starstürmern Duncan Edwards und Tommy Taylor als glücklich beschrieben. Im Viertelfinalhinspiel am 12. Februar 1958 in der heimischen Rote Erde reichte es gegen die Profis von AC Mailand zu einem 1:1. Die Lombarden ohne den verletzten Juan Schiaffino angetreten waren aber im Rückspiel deutlich überlegen und setzten sich mit Torhüter Lorenzo Buffon, Verteidiger Cesare Maldini, Mittelfeldrackerer Luigi Radice und den Angreifern Ernesto Grillo und Nils Liedholm im San Siro überlegen mit 4:1 Toren durch. Ohne die herausragende Leistung von Torhüter Heinrich Kwiatkowski hätte das Ergebnis noch höher ausfallen können; auch die erfahrene Dortmunder Läuferreihe mit Schlebrowski, Michallek und Bracht konnte den Schwarz Roten aus der Serie A nichts Ebenbürtiges entgegensetzen. Schlebrowski hat von 1956 bis 1958 im Europacup mit Dortmund zehn Spiele bestritten.
In der ersten Runde unter dem neuen Trainer Max Merkel, 1958/59, gehörte der Routinier mit 21 Ligaeinsätzen noch der Stammbesetzung der Schwarz-Gelben an. In der Serie 1959/60 verabschiedete er sich aber nach lediglich zwei Oberligaspielen in den Ruhestand. Von 1951 bis 1960 hat Elwin Schlebrowski in der Oberliga West für Borussia Dortmund 183 Ligaspiele absolviert und 15 Tore erzielt.
Nach seiner Spielerkarriere trainierte Schlebrowski noch fünf Jahre die A-Jugend der Borussen. Später gehörte er lange Zeit zum Ältestenrat des Vereins.

### Auswahlspieler
Am 1. Februar 1953 in Düsseldorf beim Repräsentativspiel von Westdeutschland gegen Südwestdeutschland (3:5) kam Schlebrowski als rechter Läufer neben den Vereinskollegen Preißler und Flügel zum Einsatz. Durch seine folgende langwierige Meniskusverletzung fand er über Jahre keine Aufnahme in Auswahlteams mehr.
Mit 31 Jahren debütierte der Dortmunder 1956 in der Nationalmannschaft. Er absolvierte zwei Länderspiele für Deutschland: am 25. November beim 0:3 in Dublin gegen Irland und am 23. Dezember in Köln beim 4:1-Sieg gegen Belgien. Bei der 0:3-Niederlage in Dublin bildete er mit Heinz Wewers und Karl Mai die Läuferreihe. Beim 4:1-Erfolg gegen Belgien spielte Horst Szymaniak linker Außenläufer. Danach wurde der Senior nicht wieder in die Nationalmannschaft berufen. Sein letztes Auswahlspiel bestritt er am 30. Dezember dieses Jahres in Ludwigshafen beim Repräsentativspiel von Südwestdeutschland gegen Westdeutschland (3:1).

## Beruf
In Wanne-Eickel arbeitete Schlebrowski im Bergbau, in Dortmund schaffte er die Umschulung zum kaufmännischen Angestellten und wurde Beschäftigter der Hoesch-Hüttenwerke in Hörde.